# Studio par France.tv slash
Ne doit pas être confondu avec France.tv Studio.
Studio par France.tv slash, anciennement Studio 4, est une plateforme web, appartenant à l'univers France.tv slash et au groupe public France Télévisions. Lancée en octobre 2012, elle est consacrée aux web-séries de fiction. 
Studio diffuse également des acquisitions de web-séries étrangères. Elle a noué un partenariat avec les offres équivalentes de Radio-Canada et de la RTBF, la télévision publique belge. Mais elle propose aussi des créations originales, coproduites ou non par l'entité de France TV Nouvelles écritures, la plateforme de nouvelles expériences narratives propres aux médias numériques, lancée en août 2011.
Toutes ces web-séries sont diffusées sur un site spécial mais également sur les plateformes de vidéos gratuites en ligne YouTube et Dailymotion.

## Historique
Studio 4 est lancé le 13 octobre 2012 sous le nom de Studio 4.0, simplifié en Studio 4 en janvier 2015. Le chiffre fait référence à la chaîne France 4, qui cible les jeunes adultes. Lorsque la ligne éditoriale de France 4 évolue pour se repositionner sur la famille, Studio 4 prend davantage d'indépendance[source secondaire souhaitée]. Son site web se sépare ainsi de celui de France 4 auquel il était lié à l'origine[source secondaire souhaitée]. Studio 4 est une plateforme qui dépend principalement de la direction des Nouvelles écritures de France Télévisions, créée par Boris Razon en 2011. Au sein des Nouvelles écritures, des conseillers éditoriaux suivent chacun tous les projets en développement ou en production et parmi lesquels il y a des web-séries (mais aussi des web-documentaires et divers projets). Les web-séries sont traitées comme toutes les autres productions web mais leur exception, c’est qu’elles sont diffusées à un même endroit, sur cette plateforme.
Le lancement de la plateforme s'est fait via une nouvelle saison du Visiteur du futur. « Les deux premières saisons ont été auto-produites mais les saisons trois et quatre ont été co-produites par les Nouvelles écritures », explique Ségolène Zaug, responsable éditoriale au Arte.tv[source secondaire souhaitée]. « C’est vraiment un moteur qui porte tout le studio vers le haut parce que c’est vrai qu’elle agrège pas mal de vues grâce à cette communauté qui est extrêmement forte et qu’on soutient beaucoup. »..
Le département des Nouvelles écritures de France Télévisions dispose de 4 millions d'euros par an, dont une partie est allouée aux web-séries de Studio 4. « Ces dix-huit derniers mois, nous avons mis en ligne une série par mois », précise Ségolène Zaug au site Méta-Média.fr. Le 1er avril 2019, Studio 4 devient France.tv slash Studio.

## Liste des web-séries
- Hero Corp - Les Survivants
- Hero Corp - Les Prémonitions de Kyle
- Hero Corp - La Voie de Klaus
- Quand les parents sont pas là - Fais pas ci, fais pas ça
- Les Opérateurs (2012, 10 épisodes)
- Les Indégivrables (2012, 24 épisodes)
- Le Visiteur du futur (2012-2014, saisons 3 et 4, 20 épisodes)
- X-Odus (2014, 10 épisodes)
- Cuckoo (2014, 4 épisodes)
- Re-Belle (2014, 5 épisodes)
- VRP (2014, 5 épisodes)
- La Loove (2014-2015, 2 saisons, 22 épisodes)
- Les Textapes d'Alice (2014-2015, 2 saisons, 30 épisodes)
- Michel c'est comment ? (2014-2016, 2 saisons, 35 épisodes)
- La Théorie des balls (2015, 10 épisodes)
- Rock macabre (2015, 3 épisodes)
- Jezabel (2015-2016, 15 épisodes)
- Reboot (2015-2017, 2 saisons, 14 épisodes)
- Martin, sexe faible (2015-2018, 3 saisons, 32 épisodes)
- Dead Floor (2016, 5 épisodes)
- Le Secret des balls (2016, 10 épisodes)
- Face au diable (2016, 10 épisodes)
- Féminin/Féminin (2016-2018, 2 saisons, 16 épisodes)
- Supa Supa (2017, 10 épisodes)
- Mr Carton (2017, 13 épisodes)
- The Cell (2017, 10 épisodes)
- The Man Woman Case (2017, 10 épisodes)
- La Petite Mort (2017-2019, 20 épisodes)
- Dégolas (2017, 3 épisodes)
- Monsieur Flap (2017, 11 épisodes)
- Machine et Machinette (2017, 12 épisodes)
- Tweet détective (2017-2018, 8 épisodes)
- Les Engagés (2017-2018, 2 saisons, 20 épisodes)
- Le Bien Chasser (2018, 13 épisodes)
- Atomic Panda VS Killer Coccinelles (2018, 10 épisodes)
- DoXa (2018, 6 épisodes)
- Bitmuch (2018, 5 épisodes)
- 390 (2018, 6 épisodes)
- Terreur 404 (2018, 8 épisodes)
- Rap Fighter Cup (2018-2019, en cours)
- Preview (2018-2019, 8 épisodes)
- Croc Love (2018-2019, 10 épisodes)